# Distributed-Ledger-Technologie
Der Begriff Distributed-Ledger-Technologie (englisch für Technik verteilter Kassenbücher) beschreibt eine Technik, die für die Dokumentation bestimmter Transaktionen benutzt wird. 
Im Gegensatz zum klassischen Ansatz, bei dem ein Hauptbuch in der Regel von nur einer Instanz verwaltet wird, werden hier dezentral beliebig viele prinzipiell gleichgestellte Kopien des Ledgers von unterschiedlichen Parteien unterhalten. Durch geeignete Maßnahmen wird dafür gesorgt, dass neu hinzuzufügende Transaktionen in allen Kopien des Ledgers übernommen werden und dass es zu einer Übereinkunft (Konsensus) über den jeweils aktuellen Stand des Ledgers kommt.
Auch wenn ein Distributed-Ledger prinzipiell auch anders realisiert werden könnte, ist diese Technik erst durch den Einsatz vernetzter Computer praktikabel geworden.
Es wird auch von dezentral geführten Kontobüchern oder Transaktionsdatenbanken gesprochen.
Die Technik gilt als wegweisend für die Verwaltung von Daten im Internet ohne proprietäre Plattformen.
Die Distributed-Ledger-Techniken unterscheiden sich durch die Art, wie die vernetzten Computer zu einer Vereinbarung kommen (Konsensusprotokolle), etwa durch Proof of Work wie in Bitcoin, durch den Nachweis ökonomischer Interessen (Proof of Stake) wie in Ethereums Casper, durch einen Koordinator wie in Raft oder durch Wahlen wie in Swirlds. Es gibt öffentliche und private Distributed-Ledger-Techniken; bei den öffentlichen kann sich jeder am Netzwerk beteiligen und die Daten einsehen, bei privaten nicht.

## Terminologie
Die Blockchain, eine der Grundlagen für Kryptowährungen, ist eine der bekanntesten Distributed-Ledger-Techniken; daher wird die Blockchain-Technik oft als Synonym für Distributed-Ledger-Techniken verwendet.

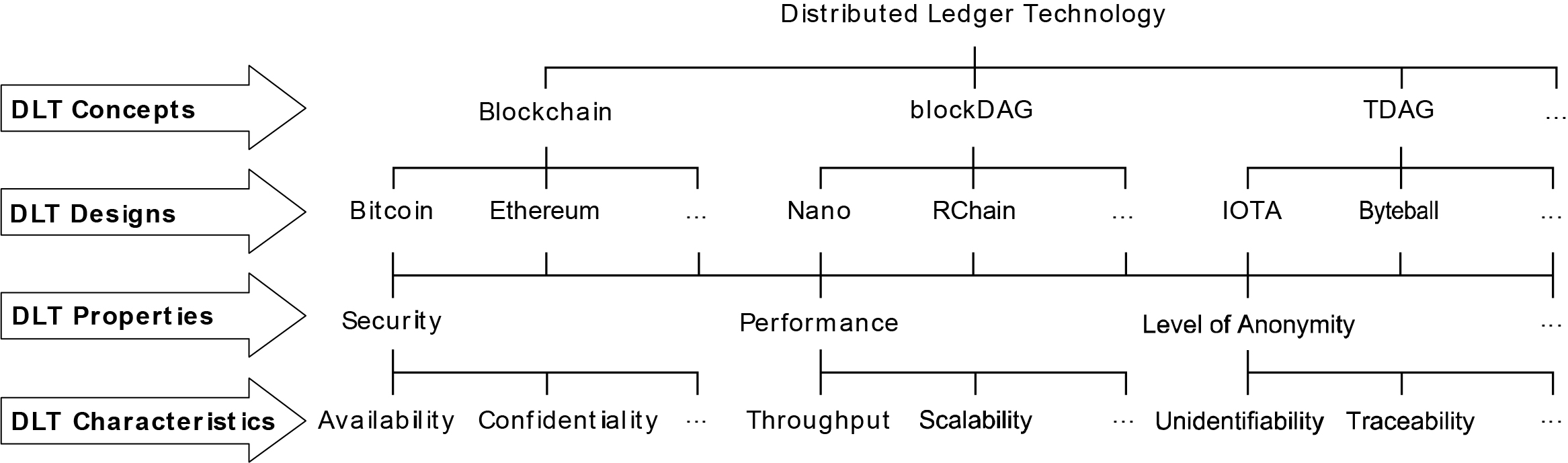
Schematische Übersicht zur Terminologie in der Distributed-Ledger-Technologie

Innerhalb der Distributed-Ledger-Technologie gibt es verschiedene Architekturen („DLT Concepts“), die sich vor allem darin unterscheiden, wie Transaktionen validiert und gespeichert werden. Einige bekannte Architekturen sind die Blockchain, die block directed acyclic graphs (blockDAG) und die transaction-based directed acyclic graphs (TDAG).
Zu diesen Architekturen gibt es jeweils verschiedene, konkrete Implementierungen („DLT Design“), so sind Bitcoin und Ethereum beispielsweise Implementierungen der Blockchain. Diese Implementierungen können anhand bestimmter Eigenschaften („DLT Properties“) unterschieden werden. Für diese Eigenschaften können weiterhin gewisse Ausprägungen („DLT Characteristics“) definiert werden. So ist für die Sicherheit einer Implementierung unter anderem deren Verfügbarkeit und Vertraulichkeit wichtig.

## Anwendungsbeispiele
Neben den bekannten Anwendungen im Bereich der Kryptowährungen werden Distributed-Ledger-Techniken zunehmend auch in der Finanzindustrie, offenen Wissenschaft, im Gesundheitswesen, in der Logistik und in der Versorgungsindustrie eingesetzt. Ein Distributed-Ledger kann verschiedene Daten verwalten, zum Beispiel den Kontostand einer Bitcoin-Adresse, den Zustand eines „Smart Contracts“ oder die Herkunft eines Diamanten.